# لورین (کالیفرنیا)
لورین (به انگلیسی: Loraine) یک منطقهٔ مسکونی در ایالات متحده آمریکا است که در شهرستان کرن، کالیفرنیا واقع شده‌است. لورین ۸۱۴ متر بالاتر از سطح دریا واقع شده‌است.